# Cnidoscolus calcareus
Cnidoscolus calcareus är en törelväxtart som beskrevs av Francisco Javier Fernández Casas. Cnidoscolus calcareus ingår i släktet Cnidoscolus och familjen törelväxter. Inga underarter finns listade i Catalogue of Life.